# 宋 (韓林兒)
宋（1355年－1366年），史称韩宋，是元末农民起义由韓林兒所建立的一個漢人政权。

## 歷史
元顺帝至正十一年（1351年），白莲教韩山童自称宋徽宗八世孙，与刘福通等人召集河工起义，五月被颍州官吏发觉，韩山童被杀。其后刘福通召集部众，仍旧发动起义。

### 建国

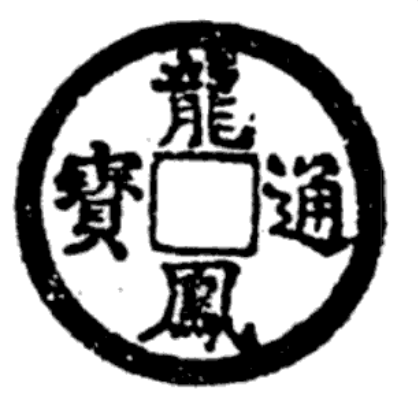
韩宋政权发行的龙凤通宝

至正十五年（1355年）二月，刘福通等以韩山童的儿子韩林儿为皇帝，号“小明王”，立国号为宋，称“日月重开大宋天”，有恢复宋朝之意，年号龙凤，建都亳州。韩林儿母杨氏为皇太后，杜遵道、盛文郁为丞相，罗文素、刘福通为平章，刘六知枢密院事。不久，刘福通就杀害了杜遵道，于是刘福通便做了丞相。军称红巾军，发动三路北伐。

### 占领汴梁
龙凤四年（1358年）占领汴梁，并迁都之，但旋即遭到元军察罕帖木儿等人的反攻。龙凤五年（1359年）开封城破，韩林儿逃至安丰（今安徽寿县），母杨太后、皇后、某皇子都被俘，押送京师处决。

### 末路
龙凤九年（1363年），张士诚派部将吕珍围攻安丰，刘福通战死，韩林儿被朱元璋救出。此后，韩林儿被朱元璋安置在滁州，仍然被奉为皇帝，但實際上由朱元璋掌握政權。
龙凤十二年（1366年），朱元璋派廖永忠迎接韩林儿至应天（今江苏省南京市），途中在瓜步渡长江时，韩林儿所乘船只沉没，韩林儿遇难。韩宋灭亡，次年朱元璋改称吴元年，接掌政權。